# Kućanice
Kućanice (engleski: Desperate Housewives) američka je komično-dramska i misteriozna televizijska serija koju je stvorio Marc Cherry, a producirali ABC i Cherry Productions. Izvorno se emitiralo osam sezona na ABC-u od 3. listopada 2004. do 13. svibnja 2012., ukupno 180 epizoda.
Smještena na ulici Wisteria Lane, ulici u izmišljenom gradu Fairviewu u izmišljenoj državi Eagle, Kućanice prate živote skupine žena viđene očima njihove prijateljice i susjede koja joj je život oduzela samoubojstvom u pilot epizodi. Priča pokriva petnaest godina života žena tijekom osam sezona, postavljenih između 2004. i 2008., i kasnije 2013. – 2019. (priča uključuje petogodišnji skok u vremenu, kao i povratne informacije i bljeskove unaprijed u rasponu od 1980-ih do 2020-ih). Rade kroz kućne borbe i obiteljski život, dok se suočavaju s tajnama, zločinima i misterijama skrivenim iza vrata svog - na površini - lijepog i naizgled savršenog prigradskog naselja. 

## Premisa
Marc Cherry je ponudio seriju mnogim vodećim američkim TV kućama, uključujući HBO, CBS, NBC i Fox; no svaka ga je odbila. Nakon nekoliko manjih izmjena ponudio je seriju ABC-ju i ABC je kupio seriju, no napravio je nekoliko izmjena u glumačkoj postavi. Serija je postala ogroman hit, pogotovo po gledanosti, i odmah napravila termin "Očajne kućanice" kulturalni fenomen po cijelom svijetu.
Od početka prikazivanja ženski časopisi širom svijeta dobili su zahvalnu temu, neprestano su pisali o glavnim glumicama serije, pogotovo o Evi Longoriji. Širom svijeta TV kuće su se otimale za "Kućanice", i sada se serija prikazuje diljem svijeta. Serija je ostvarila zapažen uspjeh i osvojila nagradu People's Choice; dva Zlatna globusa za najbolju humorističnu seriju i najbolju glumicu Teri Hatcher, te dvije nominacije za najbolju glumicu i jednu za sporednu žensku ulogu. 2007. godine je od 15 nominacija za nagradu Emmy, osvojila njih šest, uključujući Felicity Huffman za najbolju glumicu. 

## Radnja i likovi

### 1. sezona
Serija počinje samoubojstvom Mary Alice Young (Brenda Strong), koja vodi gledatelje u živote svoje obitelji, prijatelja i susjeda, komentirajući sve s nebeskih visina. Njeno samoubojstvo ostavlja iza sebe misteriju koja ima veze s njenim mužem Paulom (Mark Moses), njenim sinom Zachom, i s misterioznom kutijom za igračke koju je Paul iskopao iz obiteljskog bazena, i nakon nekoliko epizoda otkriveno je da sadrži skelet mrtve žene.
U njenom su fokusu njene četiri prijateljice: samohrana majka Susan Mayer (Teri Hatcher) koja pati od nesigurnosti i depresije jer ju je ostavio suprug, perfekcionistica Bree Van De Kamp (Marcia Cross), koja bori se sa smrću svog muža, Lynnette Scavo (Felicity Huffman) isfrustrirana majka četvero djece koja se nakon mnogo godina vraća na posao, i Gabrielle Solis (Eva Longoria), bivši model s piste, nakon što je prevarila svog muža, Carlosa (Ricardo Antonio Chavira), s njihovim vrtlarom, sada pokušava da izgladi probleme u svom braku. Sa svog mjesta na nebu, Mary Alice sada vidi bolje i više no što je vidjela kad je bila živa, te je odlučila podijeliti sve slatke tajne svog susjedstva s nama.

### 2. sezona
Druga sezona serije s emitiranjem je krenula 25. rujna 2005. i glavna misterija okretala se oko novih susjeda u Wisteria Laneu, Betty Applewhite, koja se u susjedstvo uselila preko noći. Tijekom sezone, Bree se pokušava nositi s tugom za suprugom Rexom, te, ne znajući, počinje hodati s čovjekom koji je ubio njenog muža, Georgeom. Nakon Georgeova samoubojstva, Bree se bori s alkoholizmom, te je u neprestanom sukobu sa sinom Andrewom. Susanin ljubavni život postaje kompliciran nakon što se njezin bivši suprug Karl zaruči s Edie, Lynette se vrati na posao i naposljetku postaje Tomova šefica, a Gabrielle odluči biti vjerna svom suprugu i počinje s Carlosom raditi na djetetu.

### 3. sezona
U trećoj sezoni, koja je s emitiranjem krenula 24. rujna 2006., Bree se udala za Orsona Hodgea, čija je upletenost u otkriće mrtvog tijela postala glavna misterija treće sezone. U međuvremenu, Lynette se mora priviknuti na novo dijete u svom kućanstvu nakon što u grad dođe Tomova bivša djevojka Nora s njegovom kćerkom Kaylom. Tom i Lynette, nakon Norine smrti i Lynettina ranjavanja, odluče ostaviti posao u marketingu, te odluče ostvariti Tomovu najveću želju = otvore lokalnu pizzeriju. Gabrielle prolazi kroz težak razvod od Carlosa, no pronađe novu ljubav u obliku novog gradonačelnika Fairviewa, Victora Langa. Edie isprva pokuša iskoristiti Mikeovu amneziju, a u Susanin život ulazi novi muškarac - Ian Hainsworth. Kroz treću sezonu, zbog odsutnosti Marcije Cross (Bree), režiser je napravio mnogo prostora za Edien lik, te su u seriju dovedeni njen sin Travers i bivši muž. Osim toga, Edie i Carlos počinju hodati, te nakon što počnu živjeti zajedno, odluče raditi na djetetu. Na Edienu žalost, na dan Gabriellina vjenčanja s Victorom, Carlos pronalazi Ediene kontracepcijske pilulu i shvaća kako Edie uopće ne želi dijete. Carlos i Gabrielle ponovno flertuju, a Edie se sprema počiniti samoubojstvo.

### 4. sezona
U četvrtoj sezoni, koja s emitiranjem počinje 30. rujna 2007., Gabrielle, iako i dalje u braku s Victorom, nastavlja svoju vezu s Carlosom, Lynette obolijeva od raka i suočava se s procesom kemoterapije, Bree nastavlja glumiti trudnoću kako bi prikrila pravu trudnoću svoje kćeri Danielle, Susan i Mike saznaju kako će uskoro postati roditelji, a Edie se oporavlja od pokušaja samoubojstva. Nova susjeda dolazi u Wisteria Lane, Katherine Mayfair, koja uskoro postane Breeina najveća suparnica. Tornado će poharati Wisteria Lane, koji će donijeti katastrofalne posljedice za neke od stanovnika Wisteria Lanea. Finale četvrte sezone završava čudnim raspletom - radnja se pomiče 5 godina u budućnost.

### 5. sezona
U petoj sezoni, koja je s emitiranjem započela 28. rujna 2008., gledatelji se upoznaju s događajima koji su se dogodili u proteklih 5 godina od kraja 4. sezone. Prva misterija sezone povezana je s novim suprugom Edie Britt, Daveom Williamsom. Dave dolazi u Wisteria Lane kako bi izvršio osvetu nad čovjekom koji je upropastio njegov život. Susan se pak, nakon razvoda od Mikea, suočava s novim muškarcem u svom životu. Bree je postala poduzetnica čija je kuharica veliki hit u zemlji, no paralelno zbog njene karijere pati i njen brak s Orsonom. Gabrielle i Carlos žive u siromašnijem ambijentu nego proteklih godina i nastoje što bolje odgojiti svoje dvije kćeri, Celiju i Juanitu. Lynette i Tom saznaju kako se njihov sin upustio u aferu s udanom ženom.

### 6. sezona
Šesta sezona, čije je emitiranje započelo 27. rujna 2009. godine, nas vraća na scenu vjenčanja Mikea i misteriozne mladenke. Ispada kako je Mike oženio Susan, što Katherine teško podnosi. Lynette razmišlja o novoj trudnoći, Gaby odgaja tinejdžerku Anu, a Bree započne ljubavnu avanturu s Karlom Meyerom.

### 7. sezona
Sedma sezona je počela s emitiranjem 26. rujna 2010. godine. Drea de Matteo (Angie) i Dana Delany (Katherine) se neće pojavljivati u novoj sezoni, kao ni Kyle MacLachlan (Orson). Glumačkoj postavi će se pridružiti glumica Vanessa Williams.

## Glumačka postava
Tijekom svoje premijerne sezone, u seriji je nastupilo trinaest glumaca u glavnim ulogama, svi naznačeni u uvodnoj špici. Za drugu godinu serije, nekoliko glumaca, uglavnom djeca i tinejdžer, koji su gostovali u prvoj sezoni, promovirano je u redovite glumce, bez imena koja su uključena u redoslijed otvaranja. Umjesto toga, naplaćivano im je da "također glume" tijekom prvih minuta svake epizode, zajedno s gostujućim zvijezdama epizode. Ta se praksa nastavila do kraja sezone. 
| Glumac                  | Lik                          | Season        | Season        | Season        | Season        | Season        | Season        | Season        | Season        |      |
| Glumac                  | Lik                          | 1             | 2             | 3             | 4             | 5             | 6             | 7             | 8             |      |
| ----------------------- | ---------------------------- | ------------- | ------------- | ------------- | ------------- | ------------- | ------------- | ------------- | ------------- | ---- |
| Teri Hatcher            | Susan Mayer Delfino          | Glavni        | Glavni        | Glavni        | Glavni        | Glavni        | Glavni        | Glavni        | Glavni        |      |
| Felicity Huffman        | Lynette Scavo                | Glavni        | Glavni        | Glavni        | Glavni        | Glavni        | Glavni        | Glavni        | Glavni        |      |
| Marcia Cross            | Bree Van de Kamp Hodge       | Glavni        | Glavni        | Glavni        | Glavni        | Glavni        | Glavni        | Glavni        | Glavni        |      |
| Eva Longoria            | Gabrielle Marquez Solis/Lang | Glavni        | Glavni        | Glavni        | Glavni        | Glavni        | Glavni        | Glavni        | Glavni        |      |
| Nicollette Sheridan     | Edie Britt Williams          | Glavni        | Glavni        | Glavni        | Glavni        | Glavni        |               |               |               |      |
| Steven Culp             | Rex Van de Kamp              | Glavni        | Gost          | Gost          |               | Gost          |               | Gost          | Gost          |      |
| Ricardo Antonio Chavira | Carlos Solis                 | Glavni        | Glavni        | Glavni        | Glavni        | Glavni        | Glavni        | Glavni        | Glavni        |      |
| Mark Moses              | Paul Young                   | Glavni        | Glavni        | Pojavljivanje |               |               | Gost          | Glavni        | Gost          |      |
| Andrea Bowen            | Julie Mayer                  | Glavni        | Glavni        | Glavni        | Glavni        | Gost          | Sporedni      | Gost          | Pojavljivanje |      |
| Jesse Metcalfe          | John Rowland                 | Glavni        | Gost          | Gost          | Gost          |               | Gost          |               |               |      |
| Cody Kasch              | Zach Young                   | Glavni        | Glavni        | Pojavljivanje |               |               |               | Gost          |               |      |
| Brenda Strong           | Mary Alice Young             | Glavni        | Glavni        | Glavni        | Glavni        | Glavni        | Glavni        | Glavni        | Glavni        |      |
| James Denton            | Mike Delfino                 | Glavni        | Glavni        | Glavni        | Glavni        | Glavni        | Glavni        | Glavni        | Glavni        |      |
| Alfre Woodard           | Betty Applewhite             | Gost          | Glavni        |               |               |               |               |               |               |      |
| Doug Savant             | Tom Scavo                    | Pojavljivanje | Glavni        | Glavni        | Glavni        | Glavni        | Glavni        | Glavni        | Glavni        |      |
| Richard Burgi           | Karl Mayer                   | Pojavljivanje | Glavni        | Gost          | Gost          | Pojavljivanje | Pojavljivanje |               | Gost          | Gost |
| Kyle MacLachlan         | Orson Hodge                  |               | Pojavljivanje | Glavni        | Glavni        | Glavni        | Glavni        | Gost          | Pojavljivanje |      |
| Dana Delany             | Katherine Mayfair            |               |               |               | Glavni        | Glavni        | Glavni        |               | Gost          |      |
| Shawn Pyfrom            | Andrew Van de Kamp           | Pojavljivanje | Sporedni      | Sporedni      | Sporedni      | Glavni        | Pojavljivanje | Pojavljivanje | Pojavljivanje |      |
| Neal McDonough          | Dave Williams                |               |               |               |               | Glavni        |               |               |               |      |
| Drea de Matteo          | Angie Bolen                  |               |               |               |               |               | Glavni        |               |               |      |
| Maiara Walsh            | Ana Solis                    |               |               |               |               | Gost          | Glavni        |               |               |      |
| Vanessa Williams        | Renee Perry Faulkner         |               |               |               |               |               |               | Glavni        | Glavni        |      |
| Kathryn Joosten         | Karen McCluskey Bender       | Gost          | Pojavljivanje | Pojavljivanje | Pojavljivanje | Pojavljivanje | Sporedni      | Glavni        | Sporedni      |      |
| Kevin Rahm              | Lee McDermott                |               |               |               | Pojavljivanje | Pojavljivanje | Pojavljivanje | Glavni        | Sporedni      |      |
| Tuc Watkins             | Bob Hunter                   |               |               |               | Pojavljivanje | Pojavljivanje | Pojavljivanje | Glavni        | Sporedni      |      |
| Jonathan Cake           | Chuck Vance                  |               |               |               |               |               |               | Pojavljivanje | Glavni        |      |
| Charles Mesure          | Ben Faulkner                 |               |               |               |               |               |               |               | Glavni        |      |
| Madison De La Garza     | Juanita Solis                |               |               |               | Gost          | Pojavljivanje | Sporedni      | Sporedni      | Glavni        |      |

## Zanimljivosti
- U originalnoj prvoj epizodi, Mary Alice Young je igrala Sheryl Lee; vrtlara Johna igrao je Kyle Searles i Rexa Van De Kampa igrao je Michael Reilly Burke. Lee je zamijenjena s glumicom Brendom Strong, scene iz prve epizode su ponovno snimljene, a ostale je nastavila Strong; obje glumice su i prije igrale glavne uloge kao mrtvih žena, Strong u seriji Everwood, a Lee u seriji Twin Peaks.

- Špica serije sadržava odlomke iz poznatih slikarskih djela, uključujući "Adam i Eva", portret čovjeka i žene koji se drže za ruke "Arnolfini" J. V. Ayck-a i Campbellova konzerva supe, Andyja Warhola. Također, i manje poznati poster Dicka Williamsa, "Am I Proud!".

- Svaki naslov epizode iz prve sezone (osim Pilota, prve epizode), a i druge sezone, je ime neke pjesme, većinu njh od Sephen Sodheima one uključuju: Every Day a Little Death, You Could Drive A Person Crazy i The Ladies Who Lunch.

- Serija je je osvojila 6 Emmya. Emmy za najbolju glumicu otišao je Felicity Huffman koja glumi Lynette. No, Kućanice nisu dobile Emmya za najbolju seriju, već je nagrada otišla seriji "Svi vole Raymonda" koja se nakon 9 godina prikazivanja završila.

- Steven Culp je potvrdio na Večernjem Show-u s Jay Lenom, da je njegov lik Rex zaista mrtav. Također je rekao da se glumačka postava stalno mijenja i da nitko ni ne zna kada bi njihov lik mogao umrijeti.

- Očekuje se da će serija imati 7 sezona, i da će kroz svih sedam narator ostati Mary Alice Young.

- Prije početka druge sezone, Eva Longoria i Jesse Metcalfe su oboje bili žrtve emisije Punk'd Ashtona Kutchera. (Metcalfe se pojavljivao na Punk'd dva puta.)

- Marcia Cross, najomiljenija kućanica, Bree Hodge, otišla je privremeno iz serije, zbog trudnoće, nakon 15. epizode 3. sezone. Odsutnost njenog lika je objašnjenja time da su ona i Orson otišli na medeni mjesec kojeg nikad nisu imali. Na radost gledatelja diljem svijeta, Marcia se vratila na kraju 3. sezone u seriju.

- Iako se Marcia Cross ne pojavljuje u epizodama 3x16-3x23, dublerica ju je igrala u 16-oj epizodi (u tim scenama vidimo Bree s leđa). Tako su Susan, Lynette i Gabrielle jedine kućanice koje su se dosad pojavile u svakoj epizodi.

- Glumac Gale Harold je na početku snimanja 5. sezone doživio nesreću s motorom, te je njegov lik sve do kraja 5. sezone morao biti ispisan.[3]

- Na šok sveopćeg gledateljstva, Marc Cherry je pred kraj 5. sezone odlučio ubiti lik jedne od "Kućanica" - Edie Britt. Edie se posljednji put pojavila u 23-oj epizodi 5. sezone kao Daveova halucinacija.[4]

- U srpnju 2009. godine, televizijski kritičar Michael Ausiello je objavio vijest kako će se glumica Drea de Matteo pridružiti glumačkoj postavi "Kućanica" u 6. sezoni. Lik, za kojeg se samo zna da se preziva Vitale, dolazi u Wisteria Lane sa svojim suprugom i tinejdžerskim sinom.[5]

## Strane adaptacije
26. veljače 2007. Walt Disney Company je potvrdila kako će se snimati 4 južnoameričke verzije serije; jedna u Argentini, jedna u Kolumbiji, jedna u Brazilu i jedna u Ekvadoru. Kolumbijska i ekvadorska produkcija se povezala i osmislili su jednu seriju.
Argentinska verzija, nazvana "Amas de casa desesperadas", s emitiranjem je počela 2006. godine. Prva godina prikazivanja naišla je odličan odaziv publike, te je počelo i snimanje drugog ciklusa.
Druga američka verzija serije počela se emitirati na španjolskoj TV mreži Univision, te je nosila isti naziv kao i argentinska verzija. Zbog slabe gledanosti, otkazana je nakon završetka 1. sezone.

## Nagrade i nominacije
American Cinema Editor's Nagrade
2005. - Nominacija - Najbolje urađena jednosatna televizijska serija - "Pilot"
Art Director's Guild Nagrade
2005. - Pobjeda - Najbolja televizijska serija - "Ah, But Underneath"
BMI Film i TV Nagrade
2005. - Pobjeda - BMI TV Music Award
Banff Television Festival
2005. - Pobjeda - Najbolja serija - "Pilot"
Director's Guild of America Nagrade
2005. - Nominacija - Najbolje redateljsko ostvarenje u komičnoj seriji' - "Pilot"
2005. - Nominacija - Najbolje redateljsko ostvarenje u komičnoj seriji' - "Pretty Little Picture"
Emmy Nagrade
2005. - Nominacija - Najbolja komična serija - "Pilot"; "Who's That Woman"; "Running To Stand Still"; "Anything You Can Do"; "Suspicious Minds"; "Everyday A Little Death"
2005. - Nominacija - Najbolja glavna glumica u komičnoj seriji - Marcia Cross
2005. - Nominacija - Najbolja glavna glumica u komičnoj seriji - Teri Hatcher
2005. - Pobjeda - Najbolja glavna glumica u komičnoj seriji - Felicity Huffman
2005. - Nominacija - Najbolji scenarij za komičnu seriju - "Pilot"
2005. - Pobjeda - Najbolja režija za komičnu seriju - "Pilot"
2005. - Pobjeda - Najbolja gostujuća glumica u komičnoj seriji - Kathryn Joosten
2005. - Nominacija - Najbolja gostujuća glumica u komičnoj seriji - Lupe Ontiveros
2005. - Pobjeda - Najbolja glumačka postava u komičnoj seriji
2005. - Nominacija - Najbolja kostimografija - "Suspicious Minds"
2005. - Nominacija - Najbolji dizajn fonta
2005. - Pobjeda - Najbolja naslovna pjesma
2005. - Nominacija - Najbolja režija - "Suspicious Minds"
2006. - Nominacija - Najbolja sporedna glumica u komičnoj seriji - Alfre Woodard
2006. - Nominacija - Najbolja gostujuća glumica u komičnoj seriji - Shirley Knight
2006. - Nominacija - Najbolja kostimografija u seriji
2006. - Nominacija - Najbolji odabir glumaca u komičnoj seriji
2007. - Nominacija - Najbolja glavna glumica - Felicity Huffman
2007. - Nominacija - Najbolji odabir glumaca u komičnoj seriji
2007. - Nominacija - Najbolja kostimografija u seriji
2007. - Nominacija - Najbolja gostujuća glumica u komičnoj seriji - Dixie Carter
2007. - Nominacija - Najbolja gostujuća glumica u komičnoj seriji - Laurie Metcalf
2008. - Nominacija - Najbolja kostimografija u seriji
2008. - Nominacija - Najbolja gostujuća glumica u komičnoj seriji - Polly Bergen
2008. - Pobjeda - Najbolja gostujuća glumica u komičnoj seriji - Kathryn Joosten
Medijska nagrada GLAAD
2006. - Nominacija - Najbolja komična serija
2007. - Nominacija - Najbolja komična serija
2008. - Nominacija - Najbolja komična serija
Zlatni globus
2004. - Pobjeda - Najbolja humoristična serija
2004. - Nominacija - Najbolja glavna glumica u komičnoj seriji - Marcia Cross
2004. - Pobjeda - Najbolja glavna glumica u komičnoj seriji - Teri Hatcher
2004. - Nominacija - Najbolja glavna glumica u komičnoj seriji - Felicity Huffman
2004. - Nominacija - Najbolja sporedna glumica - Nicollette Sheridan
2005. - Nominacija - Najbolja glavna glumica u komičnoj seriji - Marcia Cross
2005. - Nominacija - Najbolja glavna glumica u komičnoj seriji - Teri Hatcher
2005. - Nominacija - Najbolja glavna glumica u komičnoj seriji - Felicity Huffman
2005. - Nominacija - Najbolja glavna glumica u komičnoj seriji - Eva Longoria
2005. - Pobjeda - Najbolja humoristična serija
2006. - Nominacija - Najbolja glavna glumica u komičnoj seriji - Marcia Cross
2006. - Nominacija - Najbolja glavna glumica u komičnoj seriji - Felicity Huffman
2006. - Nominacija - Najbolja humoristična serija
Golden Satellite Awards
2005. - Pobjeda - Najbolja televizijska komična serija
2005. - Nominacija - Najbolja glumica u komičnoj seriji - Marcia Cross
2005. - Nominacija - Najbolja glumica u komičnoj seriji - Teri Hatcher
2005. - Nominacija - Najbolja glumica u komičnoj seriji - Felicity Huffman
Imagen Foundation Awards
2005. - Nominacija - Najbolja televizijska glumica - Eva Longoria
Motion Picture Sound Editor's Awards
2005. - Nominacija - Najbolji zvuk u televizijskoj seriji - "Running To Stand Still"
People's Choice Nagrade
2005. - Pobjeda - Najbolja nova TV drama
Prism Awards
2005. - Nominacija - Performans u komičnoj seriji - Felicity Huffman
Screen Actors Guild Nagrade
2005. - Pobjeda - Najbolja glumačka ekipa u komičnoj seriji
2005. - Pobjeda - Najbolji glumački performans u komičnoj seriji - Teri Hatcher
Teen Choice Nagrade
2005. - Nominacija - Choice TV komična serija
2005. - Nominacija - Choice TV glumac u komediji - Jesse Metcalfe
2005. - Nominacija - Choice TV glumica u komediji - Eva Longoria
2005. - Pobjeda - Choice TV Nova serija
2005. - Pobjeda - Choice TV Muško glumačko otkriće - Jesse Metcalfe
2005. - Pobjeda - Choice TV Žensko glumačko otkriće - Eva Longoria
2005. - Pobjeda - Choice TV glumačka postava
Television Critics Association Nagrade
2005. - Pobjeda - Program godine
2005. - Nominacija - Outstanding uspjeh u komediji
2005. - Nominacija - Individualni uspjeh u komediji - Marcia Cross
2005. - Nominacija - Individualni uspjeh u komediji - Teri Hatcher
2005. - Nominacija - Izvrstan novi program godine
Young Artist Nagrade
2005. - Nominacija - Najbolja glavna mlađa glumica u komičnoj seriji - Andrea Bowen
2005. - Nominacija - Najbolji sporedni mladi glumac u komičnoj seriji - Cody Kasch
2005. - Pobjeda - Najbolji sporedni mladi glumac u komičnoj seriji - Zane Huett
2007. - Nominacija - Najbolja gostujuća mlada glumica u komičnoj seriji - Rachel Fox
2008. - Nominacija - Najbolja gostujuća mlada glumica u komičnoj seriji - Rachel Fox

## Vanjske poveznice
- ABC: Desperate Housewives  Arhivirana inačica izvorne stranice od 3. listopada 2005. (Wayback Machine)
- Desperate Housewives (2004-present) u internetskoj bazi filmova IMDb-a
- Desperatefans.org huge fansite with photogallery, downloads, fanfiction and a board
- Get Desperate! The newest news, spoilers and reviews
- Desperate Housewives
- Desperate Housewives (fansite media downloads)  Arhivirana inačica izvorne stranice od 22. listopada 2008. (Wayback Machine)